# 宣告

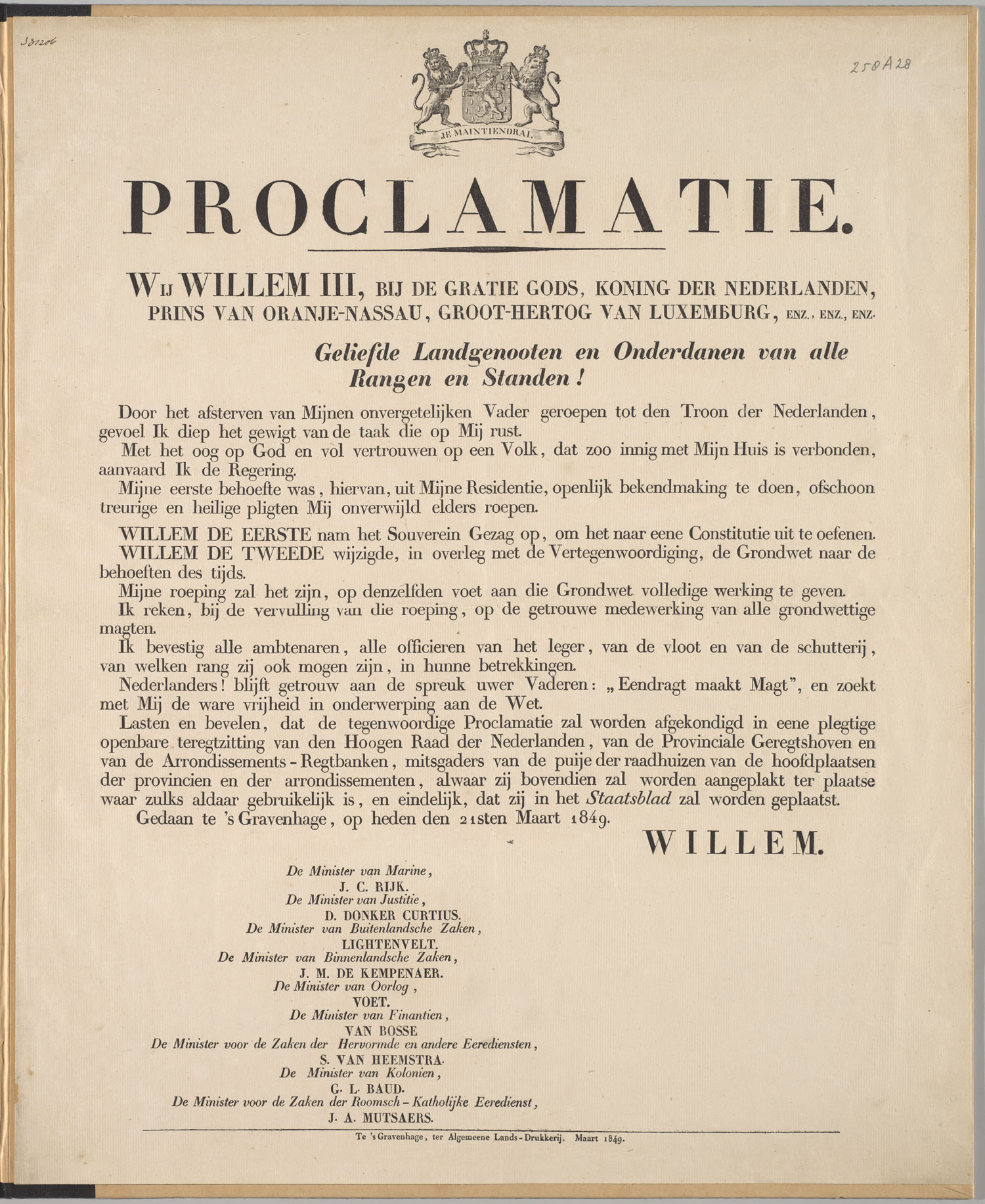
荷兰国王威廉三世1849 年加冕宣告

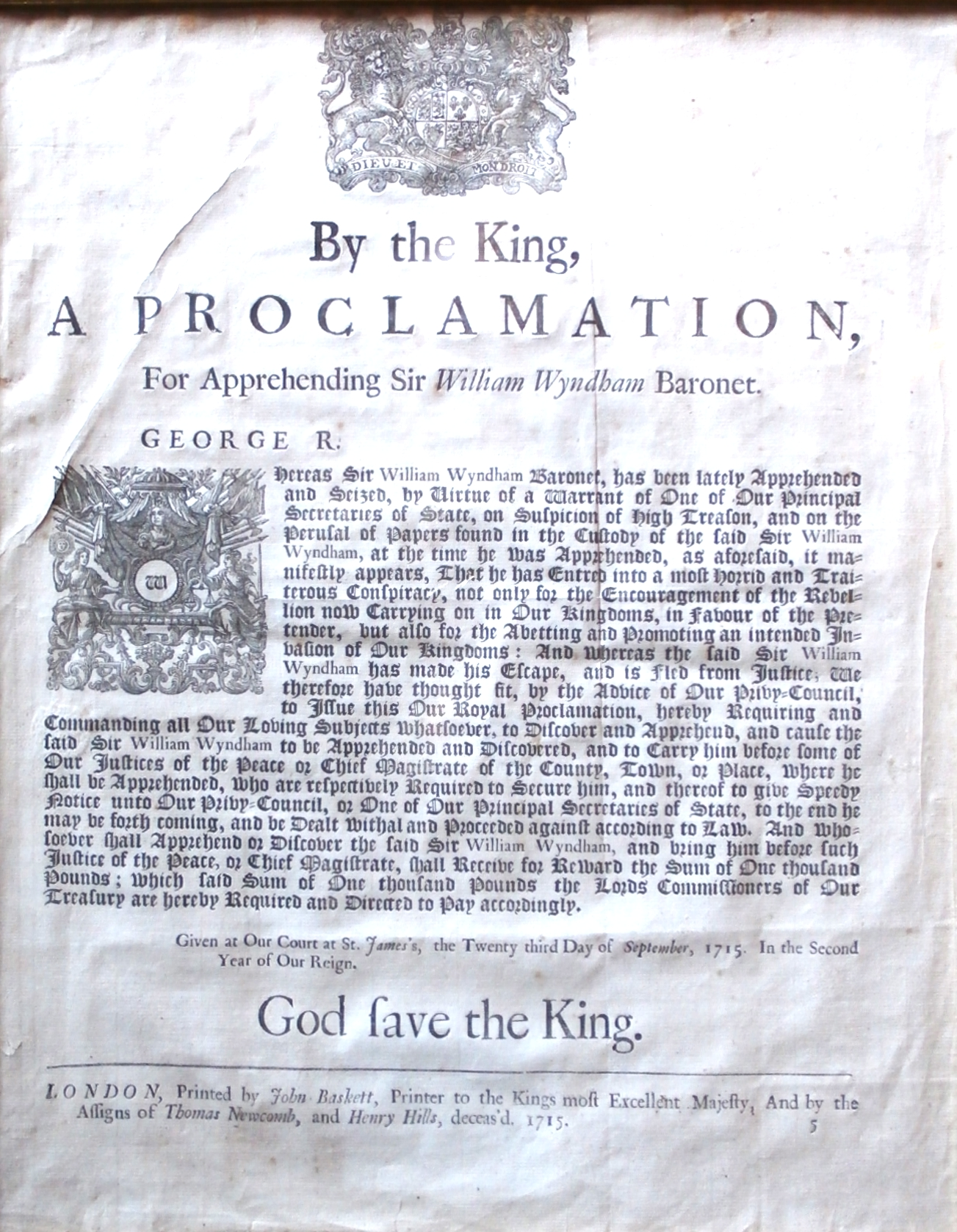
1715 年 9 月 23 日，乔治一世国王发布皇家宣告，宣布“发现并逮捕”詹姆斯党领袖第三代从男爵威廉·温德姆爵士

宣告（拉丁文：proclamare，透過宣佈向公眾宣布）是一種由權威人士發布的正式聲明，用於傳達特定的公告。公告目前在一些國家的治理框架內使用，通常以國家元首的名義發布。公告通常是非約束性的通知。
官方公告和政治社會團體或組織的公告之間通常有明顯的區別，前者具有約束性，後者則試圖爭取受眾的支持。此外，宣布對某一統治領域開始統治的程序也稱為公告。例如，1581年7月26日簽署的《荷蘭獨立宣言》導致了1588年荷蘭共和國的建立，並在1648年由《明斯特和約》正式承認。
宣布兩人結婚意向的公告被稱為「宣告」，因為在儀式中是透過朗讀相應的文本來完成的。
在城市裡，法律、法令等直到現代都是通過「宣告」來使它們被人們知曉並生效的。

## 美国
美國總統通過宣言來傳達有關假日、紀念活動、特別紀念日、貿易和政策的信息。總統簽署宣言後，白宮將其送交聯邦登記處（Office of the Federal Register, OFR）。聯邦登記處將每一份宣言連續編號，作為一系列的一部分，並在收到後不久將其刊登在每日聯邦登記中。 

## 英国
在英國法律中，宣言（proclamation）是指在大印下發出的正式公告，由國王或女王與朝廷（King-in-Council或Queen-in-Council）願意向其臣民公佈的某些事項，例如宣戰、宣布進入緊急狀態、宣布中立、召集或解散國會，或者啟動某些法案的條文，其執行權由立法機構留給國王或女王自行決定。自行决定执行的某些法令的规定。公告还用于宣布银行假期和发行硬币。
在英國法律中，這類性質的皇家宣言，是根據皇室行政權力發出的，對臣民具有約束力，"只要它們不違反舊有法律或傾向於建立新的法律，而僅僅限制執行已存在的法律，以皇室認為必要的方式"（布莱克斯通评论，史蒂芬版，第二卷528页；史蒂芬评论，第14版，1903年，第二卷506、507页；戴西，《宪法法律》，第6版，第51页）。皇家宣言，即使不是依據皇室行政權力發出，如果呼籲臣民履行法律義務或避免已被法律禁止的行為或行動，是合法且正當的，違抗它們（雖然本身不是罪行）是罪行的加重（參見大法官科克本在《R v. Eyre》（1867年）的大陪審團指控以及1610年《宣言案件》，《12 Co. Rep. 74》）。   ）。
王室曾不时通过宣言立法；1539年的《宣言法令》规定，如果国王在理事会同意下发布的宣言不损害“任何人的继承权、职务、自由、财产、动产或生命”，则具有法令的效力。但这项法令在1547年的叛逆法中被废除；可以确定的是，如果宣言声称是通过立法权力发出的，而其中君主强加了法律未规定的义务，或者以刑罚禁止法律上不是罪行的行为，或者对任何罪行增加新的刑罚，除非它本身依据法定权力发出，否则毫无效力（另见《特别会议命令》）。 
王室有权通过宣言为新征服的国家立法（詹金斯，《大英帝国的统治与海外司法权力》）；这种权力在七年战争后的北美大陆通过1763年的《皇家宣言》和1899年至1902年的第二次布尔战争期间在特兰斐尔殖民地中得到了广泛的行使。在英国殖民地，法令经常通过宣言生效；某些帝国法案在殖民地中直到它们被宣布（例如1870年的《外国征兵法案》）才生效；并且为了进一步推动行政行为，不断发布宣言。在许多英国保护国中，高级专员或行政长官有权通过宣言立法。 
在英格兰古老的不动产法体系中，通过“宣告”进行的罚款，即在公开法庭上连续公告交易的情况下，阻断了陌生人的权利，以及当事人，如果他们在之后的五年内没有对所转让的财产提出主张（1483-1484年和1488-1489年的法案）。这些宣告最初是连续十六次进行的：在罚款征收的任期内进行四次，以及在接下来的三个任期中每个任期进行四次。后来，宣告的次数减少到每个任期一次，共四个任期。这些宣告被背书在记录的背面。这一系统在1833年的《罚款和恢复法案》中被废除。 
在某些罕见场合，纹章院和里昂法院的纹章官（或其他指派的人员）仍会公开宣读某些公告，例如关于解散议会的公告或关于君主加冕的公告，这些公告会在伦敦皇家交易所的台阶上和爱丁堡的Mercat Cross广场上宣读。